# Maroun Kanaan
 (septembre 2015).
Si vous disposez d'ouvrages ou d'articles de référence ou si vous connaissez des sites web de qualité traitant du thème abordé ici, merci de compléter l'article en donnant les références utiles à sa vérifiabilité et en les liant à la section « Notes et références ».
Pour les articles homonymes, voir Kanaan.

Maroun Kanaan décoré de l'Ordre national du Mérite après l'indépendance de novembre 1943

Maroun Kanaan, né en 1890 et mort en 1981  (en arabe : مارون كنعان), est un homme politique libanais né à Jezzine, cinq fois élu député de sa région, qui contribua activement à l'indépendance du Liban de 1943.

## Biographie
Fils du leader Soleiman bey Kanaan, membre du Conseil d'Administration du Mont-Liban (ancêtre du Parlement), il fut exilé avec son père par les Ottomans en Anatolie durant la première guerre mondiale (1914-1918). À son retour, il reprit ses études à l’Université Saint-Joseph de Beyrouth, mais fut contraint à les arrêter après l’exil à nouveau de son père en juillet 1920, mais cette fois-ci par les français pour avoir lutté pour l’indépendance libanaise.
Du même courant indépendantiste que Soleiman bey Kanaan, il combla son absence en participant activement à la vie publique, où il fut vice-président de la municipalité de Jezzine jusqu’en 1937, les autorités françaises lui interdisant de se présenter aux élections législatives. Après la restitution de la constitution libanaise durant le mandat du président Emile Eddé, il fut élu pour la première fois député maronite de Jezzine en 1937. 
En 1943, il fut un pilier de la liste électorale du Liban-Sud, avec Riad el Solh, Adel Osseiran et Ahmad el Assaad, et fut réélu du premier tour à la majorité des voix. Il lutta pour l’indépendance en novembre 1943, où le 8 il vota pour l’amendement de la constitution qui annula tout pouvoir des autorités françaises ; et le 11, après l’arrestation des présidents Khoury et Solh et des membres du gouvernement dans la citadelle de Rachaya, il fut parmi les sept députés qui purent entrer au Parlement, malgré le blocus des soldats français. Il changea, avec les six autres députés, les couleurs du drapeau libanais et envoya le fameux appel aux gouvernements arabes et étrangers condamnant les actes de la France. Ces appels, protestations et le mouvement populaire ont abouti à la libération des détenus de Rachaya le 22 novembre 1943 et la proclamation de l’indépendance du Liban. Maroun Kanaan fut décoré de l’insigne spécial conçu pour tous ceux qui ont lutté pour l’indépendance.

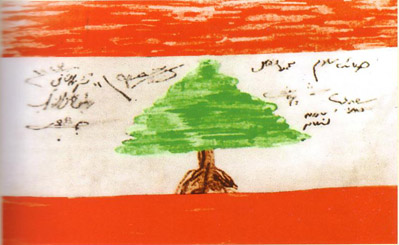
Premier drapeau libanais, où on voit clairement la signature de Maroun Kanaan à droite du cèdre

Aux élections de 1947, il fut porté favori dans sa circonscription du Liban-Sud, mais le président Béchara el-Khoury, afin de prolonger son mandat, travailla de toutes ses forces pour l’empêcher de réussir, et il perdit ainsi son siège au second tour avec un écart de trente voix seulement. Le président Khoury essaya ainsi de le marginaliser, mais il échoua, puisque toutes les listes électorales de Maroun Kanaan furent élues dans les municipalités de la région en 1949, ce qui rendit sa vie en perpétuel danger puisqu’il échappa miraculeusement à une tentative d'assassinat menée par les forces de sécurité de Béchara el-Khoury en 1950.
En 1951, avec l’impopularité du président Khoury, il se présenta aux élections et obtint le plus grand nombre de voix au Sud, devançant ainsi Ahmad el Assaad.
Il fut réélu en 1953 dans la circonscription de Jezzine – Maghdouché.
Il perdit son siège de député lors des élections de 1957, tout comme Saëb Salam, Rachid Karamé, Ahmad el Assaad et Kamal Joumblatt, à la suite d'un scrutin contesté.
De même, lors du mandat du président Fouad Chéhab, il fut la victime des actes du « second bureau » et du patriarche maronite Boulos el Méouchy, et échoua ainsi aux élections de 1960, mais garda intacte sa popularité dans la région, preuve que ses candidats aux municipales furent toujours élus à une grande majorité. Cette popularité obligea son concurrent traditionnel, l’ancien ministre Jean Aziz à s’allier à lui lors des élections de 1964, où le succès fut total. En 1968, il fut victime de l’accord tripartite et ne fut pas réélu. Aux élections de 1972, il soutint son neveu Farid Serhal qui fut élu à une très large majorité.
Maroun bey Kanaan, connu aussi sous les noms de «Bayy el Tayfe el Marouniyé » (Père de la communauté maronite) et même de « Mohammad Maroun Kanaan », s’est distingué par sa bonté et ses positions remarquables pour le Liban uni, sans distinction de religion ni de classe.
Il décéda le 6 octobre 1981, passant la flamme à son neveu, le Dr Soleiman Kanaan, qui fut élu député de Jezzine pour la première fois en 1992.